# Список пещер Алжира
Ниже представлен список пещер на территории Алжира. Большое количество карстовых полостей расположено в известняках хребтов Атласских гор, более десяти из них имеют протяжённость более километра. Здесь же известны гидротермокарстовые полости Эль-Абед и Уэд-Зундер. В массиве Джурджура исследовано около трёх сотен вертикальных полостей, крупнейшие из которых — Ану Иффлис и Ану Буссуйль.

## Список
| Название                            | Регион       | Глубина, м | Протяжённость, м | Вмещающие породы | Примечания        |
| ----------------------------------- | ------------ | ---------- | ---------------- | ---------------- | ----------------- |
| Ану Буссуйль (Anov Boussouil)       | Джурджура    | 805        | 3200             | известняк        | [ 2 ] [ 3 ]       |
| Ану Иффлис (Anou Ifflis)            | Джурджура    | 1170       | 1800             | известняк        | [ 2 ]             |
| Гхар Бумаза (Ghar bou'Maza)         | Тлемсен      | 35         | 18400            | известняк        | [ 1 ] [ 2 ] [ 3 ] |
| Дахредж Гхар Кеф (Dahredj Ghar Kef) | Djebel Nador | 212        | 2450             | гипс             | [ 1 ] [ 4 ]       |
| Джельфа                             |              | 52         | 282              | соляные диапиры  | [ 1 ]             |
| Кеф Эль Каус (Kef El Kaous)         | Трара        |            | 4160             | известняк        | [ 2 ] [ 4 ]       |